# Espen J. Aarseth
Pour les articles homonymes, voir Aarseth.
Espen J. Aarseth, né en 1965 à Bergen en Norvège, est un chercheur en littérature et ludologie. Il a accompli son doctorat au Department of Comparative Literature à l'université de Bergen et cofondé le Department of Humanistic Informatics au sein duquel il enseigne depuis 2003 en tant que professeur. Il est actuellement le chercheur référent du Center of Computer Games Research à l'université de Copenhague et cofondateur de la revue en ligne Game Studies : the International Journal of Computer Game Research.
Il est considéré comme une figure importante[réf. nécessaire] du domaine émergent des études sur le jeu vidéo. C'est la figure la plus importante du groupe des « ludologistes », un groupe de chercheurs dont les travaux se caractérisent par leur insistance à traiter les jeux vidéo non pas comme une forme de récit, ou comme un texte, mais simplement comme un jeu. Aarseth fonde son approche sur une critique du modèle « narratif » sans toutefois renoncer à la notion de texte, qu'il se propose d'enrichir au regard du renouvellement des formes littéraires depuis l'émergence des technologies de l'information et de la communication.
En étudiant un corpus de jeux d'aventure textuels (MUD), il développe une approche du jeu vidéo comme un type de littérature informatique, qu'il distingue toutefois de l'hypertexte, nécessitant une série d'actions spécifiques pour être lu, c'est-à-dire joué, qu'il qualifie à l'aide du concept d'effort non-trivial de participation ou "texte ergodique" (du grec ergon, signifiant "travail", et hodos, signifiant "chemin/voie"). En d'autres termes, la position du joueur et la dynamique de la partie, son interaction, sont la part la plus importante du jeu.
Les idées des ludologistes sont contrastées par la présence des théories dites « narrativistes » telles que défendues par Janet Murray. Toutefois, selon Gonzalo Frasca, le dualisme ludologie/narratologie est tout à fait artificiel, car la ludologie ne conteste pas l'existence du récit comme mode d'explication de l'expérience ludique.

## Formation & carrière
C’est en 1991 qu'Espen Aarseth commence ses études supérieures à l’Université de Bergen en tant que candidatus philologiae. Il entrera ensuite en tant qu'assistant de recherche d’août 1992 à décembre 1992 pour « The Arts Faculty Computing Section ».
De janvier 1993 à 1996 il devient boursier de recherche à l’Université de Bergen dans les Humanistic Informatics. Il prendra de 1996 à 2002 une position de professeur agrégé à l’Université de Bergen sur son sujet d’étude mais aussi chercheur invité à l’Université de Brown de 2000 à 2001 tout en étant chercheur pour un projet de recherche norvégien à grande échelle nommé : « Power and Démocracy ».
C’est par la suite qu'en 2002 et 2003, Espen Aarseth deviendra professeur à plein temps à l’Université de Bergen dans le département des « Humanistic Informatics ».
Enfin de 2003 à 2012 il sera professeur à 20% pour l’Université d'Oslo, mais aussi restera Professeur agrégé pour l’Université IT de Copenhague et chercheur principal pour le Centre de Jeux Informatiques de 2003 à nos jours.

## La notion de cybertexte
Dans son livre Cybertext: Perspectives on Ergodic Literature (1997), et plusieurs articles parus dans des revues internationales, Aarseth introduit le concept de cybertexte. Il s'agit d'un type de Littérature ergodique (en), un texte qui requiert un effort non-trivial pour être parcouru. Selon l'auteur, les jeux vidéo fonctionnent selon ce régime textuel.
Le mot "Cybertexte" est un néologisme dérivé du livre "Cybernetics" de Norbert Wiener sur lequel Aarseth va baser son travail. Le mot "Ergodique", est également un néologisme, qui découle du grec "ergon" et "hodos", respectivement "travail" et "chemin".
Selon Espen J. Aarseth, les cybertextes ne se résument pas aux "textes électroniques" dont le fonctionnement ne diffère pas de la littérature classique à part via le support. Pour lui, ce sont des textes qui vont mobiliser un effort chez le lecteur afin de les parcourir, expliquant l'origine du néologisme "ergodique". Dans les cybertextes, la forme vient agrémenter le fond, transcendant sa qualité de simple support. L'auteur le formulera de cette manière : « Le concept de cybertexte se concentre sur l'organisation mécanique du texte, plaçant les intrications du médium comme part intégrale de l'échange littéraire ». Il cite, entre autres, les Caligrammes d'Apollinaire comme exemple de cybertexte.
Dans ses œuvres concernant le champ des Game Studies, Aarseth considère le médium du Jeu Vidéo comme un cybertexte. Le joueur parcourt un texte électronique complexe, dont la forme (composé de signes visuels) lui demande un effort et une interactivité plus importante que "le choix arbitraire de tourner des pages".

## Jeux vidéo et narratologie
Le domaine de la ludologie pose un cadre théorique autour du jeu avec une approche centrée sur le système de jeu (Game-centric). Cette vision contraste avec celle des narratologues, centrée sur le joueur et son expérience (Play-centric).
Les travaux de Aarseth et de Gonzalo Frasca sont les fondements du lien qui va nouer ces deux approches. Dans son blog Gamestudies.org, Aarseth écrira un article intitulé "Des jeux qui racontent des histoires ?" en 2001. Dans cet article, il soutiendra la théorie que « tout peut être exprimé en tant que narration ». Cette approche vient faire écho à la notion de cybertexte qu'il avait établi précédemment, soulignant l'aspect littéraire et donc narratif des jeux vidéo.
Il étendra cette vision aux médias de manière générale, dans son article "Nonlinearity and Literary Theory", qui fut publié dans "Hyper/Text/Theory" et The New Media Reader. Cet article détaille le concept de textes non-linéaires, s'éloignant de la catégorie des Hypertextes et approfondissant les autres types de média pouvant être considérés comme non-linéaires. Espen J. Aarseth identifie les textes non-linéaires comme des objets de communication verbale dans lesquels les mots ou séquences de mots peuvent varier entre deux lectures. Il pose également un cadre sur les différentes catégories et variétés de textes non-linéaires.
Il évoque également dans son article comment le travail d'écriture ne se limite pas aux signes et aux symboles. Selon lui, l'écriture peut-être divisé en deux unités basiques appelées textons et scriptons. Cet article aborde également en profondeur la fiction dans les hypertextes, ainsi que les œuvres de fiction interactive, comme Colossal Cave Adventure, ou encore les MUDs.

## Une typologie ouverte des jeux
Le livre contient aussi une théorie — pré-ludologique — bien connue, la « typologie du cybertexte » qui permet de classifier les textes ergodiques selon leurs qualités fonctionnelles. Dans ses travaux avec Solveig Smedstad et Lise Sunnanå, il établit une typologie des jeux appelée « typologie multidimensionnelle des jeux » (2003). Dans ses travaux les plus récents avec Christian Elverdam de l'Université de Copenhague, il développe une "Typologie ouverte des jeux" ("An Open-Ended Game Typology").